# Установка фракціонування Bender Imam Petrochemical
Установка фракціонування Bender Imam Petrochemical – складова розташованого у іранській провінції Хузестан нафтохімічного комплексу, котра забезпечує сировиною піролізне виробництво.
У другій половині 1960-х в Ірані узялись за утилізацію попутного газу, великі обсяги якого раніше просто спалювались, при цьому з нього почали вилучати зріджені вуглеводневі гази (ЗВГ). Первісно запустили кілька газопереробних заводів на родовищах Ага-Джарі, Марун та Ахваз, котрі вилучали лише фракцію С3+ (пропан та більш важкі гомологи метану). Втім, вже у 1971-му створили спільне підприємство з японськими інвесторами, котре мало задіяти також ресурси етану. За обраною технологічною схемою, на найбільшому в країні нафтовому родовищі Ахваз зводились ще два газопереробні заводи NGL-700 та NGL-800, вилучена якими суміш ЗВГ далі б постачалась до Бендер-Шахпуру (наразі Бендер-Імам-Хомейні). Тут мали звести фракціонатор, котрий би розділяв суміш на газовий бензин, бутан, пропан та етан, після чого частина трьох останніх продуктів споживалась би установкою парового крекінгу.
Станом на кінець 1970-х років складові проекту мали доволі високий ступінь готовності, проте Ісламська революція, а потім Ірано-іракська війна суттєво затримали його поступ. У підсумку перша черга фракціонатору в Бендер-Імамі почала роботу лише в 1990-му (друга черга стала до ладу в 1994-му). При цьому японські інвестори вийшли з проекту і він став одноосібною власністю державної Bender Imam Petrochemical Company (BIPC).
Первісно фракціонатор складався із двох установок NF-1 та NF-2, кожна з яких могла щодобово приймати 60 тисяч барелів ЗВГ. Хоча основну частину сировини постачали зазначені вище  NGL-700 та NGL-800, проте BIPC також отримувала суміш ЗВГ з цілого ряду інших майданчиків –  NGL-400 і NGL-600 (старі газопереробні заводи родовищ Марун і Ахваз, котрі могли вилучати лише фракцію С3+), NGL-1500 (введений у 1999-му на родовищі Карандж), NGL-1200 і NGL-1300 (запущені в 2003-му на родовищах Гечсаран і Бібі-Хакіме). Також розділенню піддають пропан-бутанову фракцію, котра є побічним продуктом ще однієї складової комплексу BIPC, де продукують ароматичні вуглеводні.
В 2005-му фракціонатор модернізували за рахунок установки вилучення етану, котра збільшила потужності по випуску цього газу з 394 до 569 тисяч тон на рік. Також тепер він міг щорічно продукувати 1088 тисяч тон пропану (до модернізації – 1040 тисяч тон), 908 тисяч тон бутану та 768 тисяч тон газового бензину (фракція С5+). Одночасно суттєво наростили потужність піролізного виробництва BIPC, крім того, в індустріальній зоні Бендер-Імам стала до ладу ще одна установка парового крекінгу компанії Amir Kabir, сировину для якої постачає фракціонатор BIPC. Що стосується сировини для самого фракціонатору, то потреба у ній зросла до 150 тисяч барелів на добу. Втім, за пару років по цьому на Ахвазі ввели в дію установку проект AMAK, котра провадить підготовку асоційованого газу із підвищеним вмістом сірководню та постачає очищений ресурс на NGL-700 та NGL-800.
У 2017-му в на майданчику стала до ладу ще одна установка фракціонування NF-3, здатна продукувати за рік 443 тисячі тон етану, 870 тисяч тон пропану, 688 тисяч тон бутану та 649 тисяч тон фракції С5+ (а також 35 тисяч тон паливного газу). Втім, вона не збільшила загальну потужність майданчику, а використовується як заміна старих установок.